# Evangelische Kirche Rußhütte

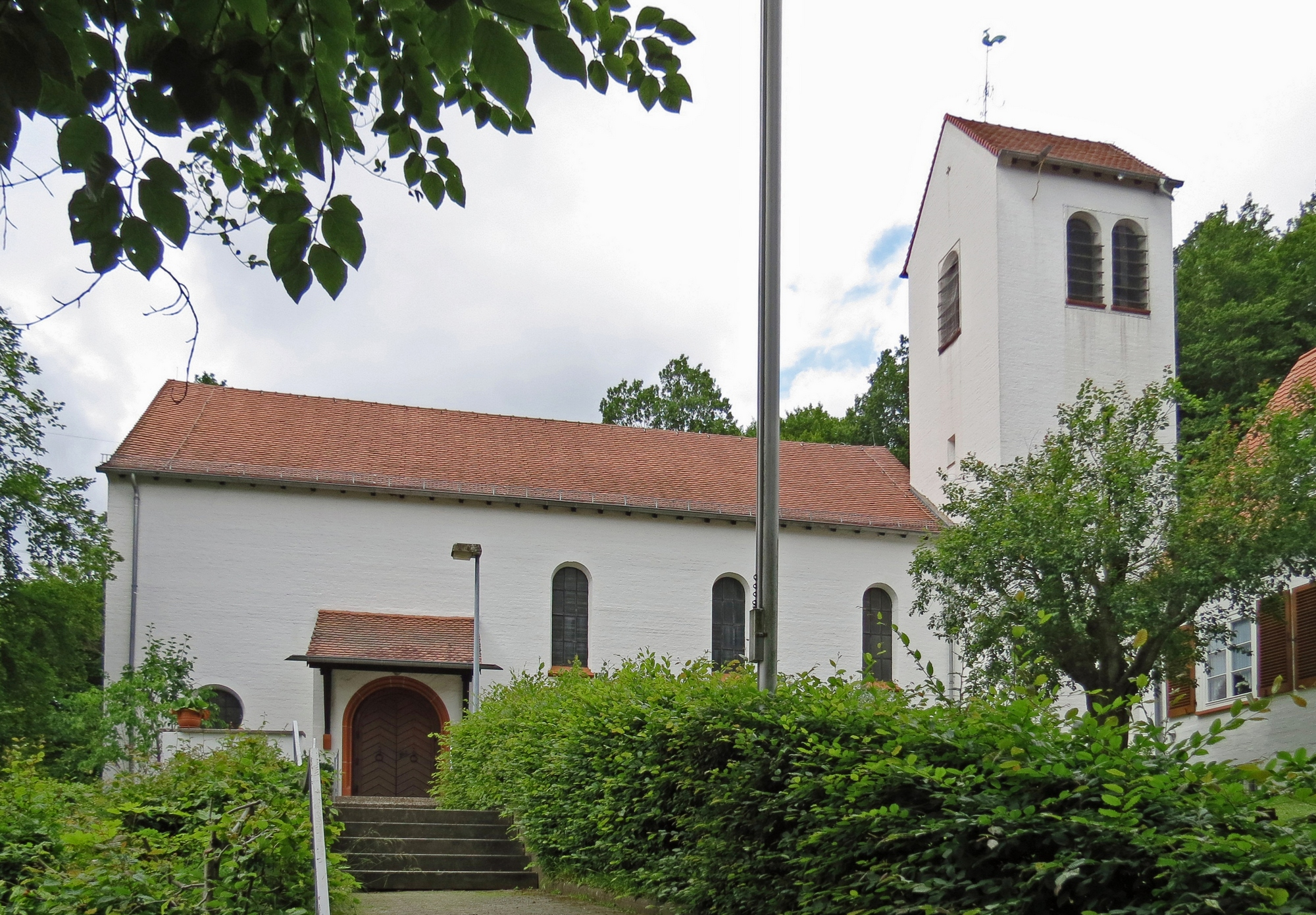
Evangelische Kirche Rußhütte

Die Evangelische Kirche Rußhütte ist ein entwidmetes Kirchengebäude im Saarbrücker Ortsteil Rußhütte. Sie steht als Einzeldenkmal unter Denkmalschutz. Die Kirche wurde am 9. Februar 2025 entwidmet.
Sie gehört zur Kirchengemeinde Malstatt im Kirchenkreis Saar-West der Evangelischen Kirche im Rheinland.

## Geschichte
Die evangelische Kirche in Rußhütte wurde in den Jahren 1936/37 nach Entwürfen des Saarbrücker Architekten Rudolf Krüger errichtet. Doch nur wenige Jahre nach der Einweihung wurde sie im Zweiten Weltkrieg zerstört. 1947 bekam die Kirchengemeinde des Ortsteils Malstatt eine von Schweizer Kirchen gestiftete Notkirche an der Rheinstraße, wohin auch die Rußhütter Gläubigen zum Gottesdienst gingen. 1949 erfolgte der Wiederaufbau durch Krüger.
2003 verursachte ein Brand Schäden in der Kirche, als in der Küche der Gemeinderäume im Untergeschoss ein Feuer ausbrach.

## Architektur
Die Saalkirche ist ein langgestreckter Rechteckbau mit Satteldach. Im Osten schließt sich ein eingezogener Rechteckchor an das Kirchenschiff an, an dessen Südwand ein gedrungener Kirchturm über quadratischem Grundriss errichtet wurde. Licht gelangt über hohe und schmale Rundbogenfenster in das Innere. Der flach gedeckte Saal wird von einer Holzbalkendecke getragen. Der Altarraum ist leicht erhöht und wird von einem Holzkreuz dominiert. Man betritt die Kirche über ein breites Rundbogenportal mit farblich abgesetztem Gewände an der Südseite. 
Im Untergeschoss der Kirche befinden sich Gemeinderäume.

## Ausstattung
Die farbigen Rundfenster in der Stirnwand des Chores und im Kirchenschiff stammen von György Lehoczky und dem Glasmaler Oberberger. Über der Empore ist ein großes Evangelistenfenster in die Wand eingelassen. An der Nordwand findet sich eine Kopie der Auferstehungsgruppe des Isenheimer Altars.

### Orgel
Die Orgel stammt aus dem Jahr 1963 und wurde von der Orgelbaufirma Walcker für die Kirche St. Martin in Thailen bei Weiskirchen im Nordsaarland geschaffen. Als dort 1984 die Firma Hugo Mayer Orgelbau ein neues Instrument baute, wurde die Walcker-Orgel ein Jahr darauf in der Evangelischen Kirche Rußhütte aufgestellt. Sie verfügt über eine mechanische Spiel- und Registertraktur und geteilte Schleifen. Die Disposition lautet:
| Manual C–f3 |                   |     |
| 1.          | Gedackt B/D       | 16′ |
| 2.          | Prinzipal B/D     | 4′  |
| 3.          | Rohrflöte B/D     | 4′  |
| 4.          | Oktave B/D        | 2′  |
| 5.          | Mixtur II–III B/D |     |

| Pedal C–d1 |        |     |
| 6.         | Subbaß | 16′ |

- Koppel: I/P